# Gary Breen
Gary Breen (Hendon, 12 december 1973) is een Iers voormalig voetballer die speelde als verdediger.

## Clubcarrière
Breen die geboren werd in een buitenwijk van Londen maar Ierse afkomst had maakte zijn debuut voor Maidstone United. Nadien ging hij van 1992 tot 1994 spelen voor Gillingham FC. Hij maakte eind 1994 de overstap naar Peterborough United waar hij in 1996 vertrok om te gaan spelen voor Birmingham City dat toen op het het tweede niveau speelde.
Hij speelde er maar twee seizoen en vertrok in 1997 naar Coventry City waar hij speelde in de Premier League. Hij speelde vijf seizoen op het hoogste niveau en dan degradeerde de club uit de Premier League. Hij speelde nog een seizoen in de Championship en trok het seizoen erop naar West Ham United waar hij terug keerde naar het hoogste niveau. Hij speelde er maar een seizoen en vertrok naar Sunderland AFC waar hij aanvankelijk uitkwam in de Championship maar in 2005 promotie afdwong naar de Premier League. Hij speelde nog een seizoen op het hoogste niveau en vertrok in 2006 naar Wolverhampton terug naar de Championship. Van 2008 tot 2010 speelde hij nog voor Barnet FC waar hij van 2009 tot 2010 ook assistent was.

## Interlandcarrière
Breen speelde 63 interlands voor Ierland waarin hij zes keer kon scoren. Hij nam met de Iers ploeg deel aan het WK voetbal 2002.